# Dusjantsi
Dusjantsi (bulgariska: Душанци) är ett distrikt i Bulgarien.   Det ligger i kommunen obsjtina Pirdop och regionen Sofijska oblast, i den centrala delen av landet, 80 km öster om huvudstaden Sofia.
I omgivningarna runt Dusjantsi växer i huvudsak lövfällande lövskog. Runt Dusjantsi är det glesbefolkat, med 20 invånare per kvadratkilometer.